# Owen Wilson
Owen Cunningham Wilson, född 18 november 1968 i Dallas, Texas, är en amerikansk skådespelare, filmproducent och manusförfattare.

## Biografi
Wilson växte upp med sina föräldrar och de två skådespelade bröderna Luke Wilson och Andrew Wilson.
Wilsons filmkarriär började med kortfilmen Bottle Rocket (1994) som han skrev tillsammans med Wes Anderson, som även regisserade filmen. En långfilmsversion gjordes 1996. Efter att ha flyttat till Hollywood fick han roller i filmer som The Cable Guy (1996), Anaconda (1997), Armageddon (1999) och The Haunting (1999). Sitt stora genombrott fick han när han spelade mot Jackie Chan i Shanghai Noon (2000). Han skulle ha haft en roll i Tropic Thunder, men hoppade av. 
2002 nominerades han till en Oscar i kategorin Bästa originalmanus för att ha skrivit manus till The Royal Tenenbaums tillsammans med Wes Anderson. 2012 nominerades han till en Golden Globe  i kategorin Bästa manliga biroll i en dramafilm för sin roll i Woody Allens Midnatt i Paris.

## Privatliv
Wilson har lidit av depression och rapporterades ha försökt ta sitt liv år 2007.
Owen Wilson har tre barn från tre förhållanden. Tillsammans med Jade Duell har han en son född i januari 2011. De avslutade sitt förhållande senare samma år. Tillsammans med svenskan Caroline Lindqvist har han en son född i januari 2014. 2018 fick han en dotter tillsammans med Varunie Vongsvirates.

## Filmografi
- 1996 – Bottle Rocket (även manus)
- 1996 – The Cable Guy
- 1997 – Anaconda
- 1998 – Permanent Midnight
- 1998 – Rushmore (även produktion och manus)
- 1998 – Armageddon
- 1999 – Heat Vision and Jack (TV-film)
- 1999 – The Haunting
- 1999 – Breakfast of Champions
- 1999 – Minus Man
- 2000 – Släkten är värst
- 2000 – Shanghai Noon
- 2001 – Behind Enemy Lines
- 2001 – Girl Yeah Right Skateboard Film
- 2001 – Royal Tenenbaums (även produktion och manus)
- 2001 – Zoolander
- 2002 – I Spy
- 2003 – Shanghai Knights
- 2004 – The Life Aquatic with Steve Zissou
- 2004 – Familjen är värre
- 2004 –  The Big Bounce
- 2004 – Jorden runt på 80 dagar
- 2004 – Starsky & Hutch
- 2005 – The Wendell Baker Story
- 2005 – The Wedding Crashers
- 2006 – Du, jag och Dupree (även produktion)
- 2006 – Natt på museet
- 2006 – Bilar (röst)
- 2007 – The Darjeeling Limited
- 2008 – Drillbit Taylor
- 2008 – Marley & jag
- 2009 – Natt på museet 2
- 2009 – Den fantastiska räven (röst)
- 2010 – Marmaduke (röst)
- 2010 – How Do You Know
- 2010 – Little Fockers
- 2011 – Hall Pass
- 2011 – Bilar 2 (röst)
- 2011 – Midnatt i Paris
- 2011 – Den stora jakten
- 2013 – Free Birds (röst)
- 2013 – The Internship
- 2013 – Are You Here
- 2014 – The Grand Budapest Hotel
- 2014 – Inherent Vice
- 2014 – Natt på museet: Gravkammarens hemlighet
- 2015 – She's Funny That Way
- 2015 – No Escape
- 2016 – Zoolander 2
- 2016 – Masterminds
- 2017 – Bastards
- 2017 – Bilar 3 (röst)
- 2017 – Wonder
- 2021 – Loki (TV-serie)
- 2021 – The French Dispatch
- 2022 – Bilar på väg (TV-serie) (röst)
- 2023 – Paint
- 2023 – Haunted Mansion
- 2025 – Stick (TV-serie)